# Friedenau

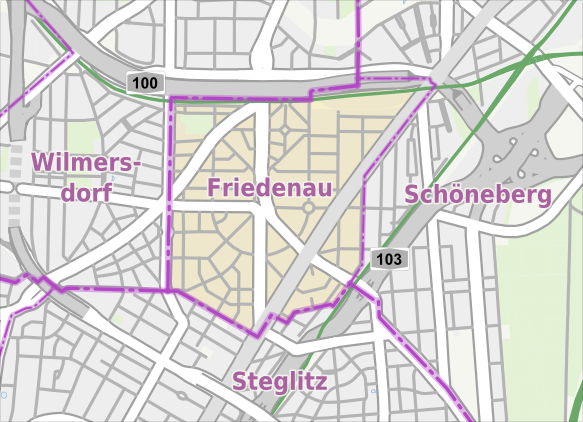
Mappa del quartiere

Friedenau è un quartiere (Ortsteil) di Berlino, appartenente al distretto (Bezirk) di Tempelhof-Schöneberg.

## Storia
Il 1º aprile 1912 modificò il nome in Berlin-Friedenau. Nel 1920 entrò a far parte della "Grande Berlino", venendo assegnato al distretto di Schöneberg. Dal 1945 al 1990 fece parte di Berlino Ovest, all'interno del settore di occupazione americano. Dal 2001 è quartiere autonomo.
Nel cimitero del quartiere sono sepolti Marlene Dietrich, Helmut Newton e il compositore italiano Ferruccio Busoni.
Friedenau è inoltre famosa per essere stata il luogo di residenza di numerosi scrittori: tra questi figurano Rainer Maria Rilke, Hans Magnus Enzensberger, i premi Nobel Günter Grass e Herta Müller e l'autore di poesie e libri per ragazzi Erich Kästner.
Il 5 aprile 1986 una bomba esplosa all'interno della discoteca La Belle, abitualmente frequentata da soldati statunitensi, causò la morte di 3 persone (una donna turca e due militari) e il ferimento di altre 230. Una sentenza del 2001 ha attribuito le responsabilità dell'attentato al regime del colonnello Muammar Gheddafi.